# Krymský chanát
Krymský chanát (krymskotatarsky قريم خانلغى, Qırım Hanlığı, Къырым Ханлыгъы, rusky Крымское ханство), oficiálně Krymský trůn a step Kypčaků (krymskotatarsky تخت قريم و دشت قپچاق, Taht-i Qırım ve Deşt-i Qıpçaq), byl historický státní útvar krymských Tatarů v letech 1441–1783, rozkládající se na území poloostrova Krym při pobřeží Azovského moře, severního pobřeží Černého moře a území Kubáně mezi ústím Dunaje a Dněprem. Ve staré evropské geografii byl chanát znám jako Malá Tartárie (oproti Velké Tartárii).

## Historie
Zakladatelem dynastie Girejů a prvním vládcem samostatného státu krymských Tatarů se stal Hadži I. Girej. V roce 1475 se Krymský chanát stal oficiálně vazalem Osmanské říše, ale v jejím rámci si zachoval praktickou nezávislost. V roce 1532 bylo centrum chanátu přeneseno do Bachčisaraje. V regionech Kubáň a Jedisan kočovali Nogajci, kteří uznávali autoritu krymských chánů a do stepí severně od Černého moře uprchli v důsledku expanze carského Ruska a migrace mongolských Kalmyků k dolní Volze.
Krymští Tataři a Nogajci, spojenci a vazalové osmanského sultána, podnikali téměř každý rok loupeživé výpravy přes tzv. Divoká pole, které zabraňovaly trvalejšímu osídlení jižní a východní Ukrajiny. Někteří historici odhadují, že při nájezdech obávané krymskotatarské jízdy, mezi 15. a 18. stoletím, byly odvlečeny a prodány do otroctví v Osmanské říši až 3 miliony lidí. Podle ukrajinsko-kanadského historika Oresta Subtelného bylo v letech 1450 až 1586 zaznamenáno osmdesát šest nájezdů a v letech 1600 až 1647 sedmdesát. Ačkoli odhady počtu zajatců zajatých při jednom nájezdu dosáhly až 30 000, průměrné číslo se blížilo 3 000. Jen v Podolí na Ukrajině byla mezi lety 1578 a 1583 zpustošena nebo opuštěna asi třetina všech vesnic.
Na obranu před nájezdy Tatarů se v pohraničních oblastech Ruska a Polsko-litevské unie vytvořila kozácká vojska a u Dněpru byla založena Záporožská Sič. 
Krymská jízda se stala nepostradatelnou pro Osmanská tažení proti Rusku, Polsku, Persii a proti Habsburkům v Uhersku. V roce 1571 Tataři z Krymu s podporou Turků vpadli do Ruska a vyplenili Moskvu. V průběhu dlouhé turecké války napadli roku 1599 habsburskou část Uher (dnešní Slovensko) a pronikli až k Prievidzi, kterou vypálili spolu s dalšími městy v údolí horní Nitry. Na podzim 1620 přispěli k porážce polsko-litevského vojska v bitvě u Cecory, ve které padl polský vojevůdce Stanisław Żółkiewski. 
Na jaře roku 1648 se Tataři aktivně zapojil do Chmelnického povstání proti polské vládě na Ukrajině. Chmelnický uzavřel s krymským chánem vojenské a politické spojenectví proti Polsko-litevské unii. Během rakousko-turecké války podnikli Tataři roku 1663 celkem tři ničivé vpády na Moravu. Polský král Jan III. Sobieski porazil Osmany a Tatary v polsko-turecké válce v letech 1672–1676 a roku 1683 přispěl k porážce turecko-tatarského vojska v bitvě u Vídně. Poslední tatarský nájezd do Uher se uskutečnil v roce 1717, během kterého bylo zajato 1464 lidí. V roce 1769 provedli Tataři poslední významný vpád na Ukrajinu.

Tamga Girejů

Po rusko-turecké válce na základě mírové dohody z Küçük Kaynarca (1774) se Osmané Krymu vzdali a v roce 1783 chanát anektovalo Rusko a vytvořilo na jeho území Tavrickou gubernii. Krymský chanát byl nejdéle existující stát z následnických států po rozpadu Zlaté hordy.